# جين كويغلي
جين كويغلي (بالإنجليزية: Jane Quigley)‏ مواليد 28 أكتوبر 1939 في بوسطن، ماساتشوستس، هي ممثلة أمريكية بدأت مسيرتها الفنية عام 1966. كما أنها من الفائزات بجائزة إيمي. قدمت ألكسندر أول ظهور لها على مسرح برودواي في عام 1968 في مسرحية  ذا غريت وايت هوبّ، وفازت بجائزة توني لعام 1969 عن فئة أفضل ممثلة بارزة في مسرحية. اشتمل رصيدها في برودواي على مسرحيات سكس آر إمز ريف في يو (1972)، وذا نايت أوف ذي إيغوانا (1988)، وذا سيسترز روزنسويغ (1993)، وهونور (1998). حصلت على ما مجموعه سبعة ترشيحات لجائزة توني ونُصّبت في قاعة مشاهير المسرح الأمريكي في عام 1994.
مضت لتؤدي بدور البطولة في النسخة السينمائية من فيلم ذا غريت وايت هوبّ في عام 1970 وحصلت على أول أربعة ترشيحات لجائزة الأكاديمية (الأوسكار) عن أدائها فيه. كانت ترشيحاتها اللاحقة لجائزة الأوسكار عن أدوارها في أفلام أول ذا بّريزيدينتس مِن (كل رجال الرئيس) (1976)، وكرامر ضد كرامر (1979)، وتيستمنتس (1983). رُشحت لجائزة إيمي 8 مرات، وحصلت على أول ترشيح لها عن لعبها دور إليانور روزفلت في فيلم إليانور آند فرانكلين (1976)، وهو الدور الذي تطلب منها أن يتراوح عمرها من 18 إلى 60 عامًا. فازت بجائزتي إيمي عن فئة أفضل ممثلة بارزة داعمة في مسلسل قصير أو فيلم عن دورها في فيلمي  بّلاينغ فور تايم (1980) ووورم سبرينغز (2005).

## نشأتها
وُلدت ألكسندر باسم جين كويغلي في بوسطن، ماساتشوستس، وهي ابنة الممرضة روث إليزابيث (بيرسون قبل الزواج)، و جراح تقويم العظام توماس ب. كويغلي. تخرجت من مدرسة بيفر كانتري داي، وهي مدرسة للبنات في تشيستنت هل خارج بوسطن، حيث اكتشفت شغفها بالتمثيل.
شجعها والدها على الذهاب إلى الكلية قبل الشروع في مهنة التمثيل، فالتحقت ألكسندر بكلية سارة لورانس في برونكسفيل، نيويورك، حيث ركزت على المسرح، ودرست أيضًا الرياضيات ووضعت دراسة برمجة الكمبيوتر نُصب عينيها، في حال فشلت في التمثيل. في أثناء وجودها في كلية سارة لورانس، تشاركت السكن في شقة مع هوبّ كوك، التي أصبحت عقيلة ملك سيكيم لاحقًا. أمضت ألكسندر سنتها الإعدادية في الدراسة في جامعة إدنبره في اسكتلندا، حيث شاركت في نادي مسرح جامعة إدنبره. عززت التجربة عزمها على مواصلة مهنة التمثيل.

## حياتها الشخصية

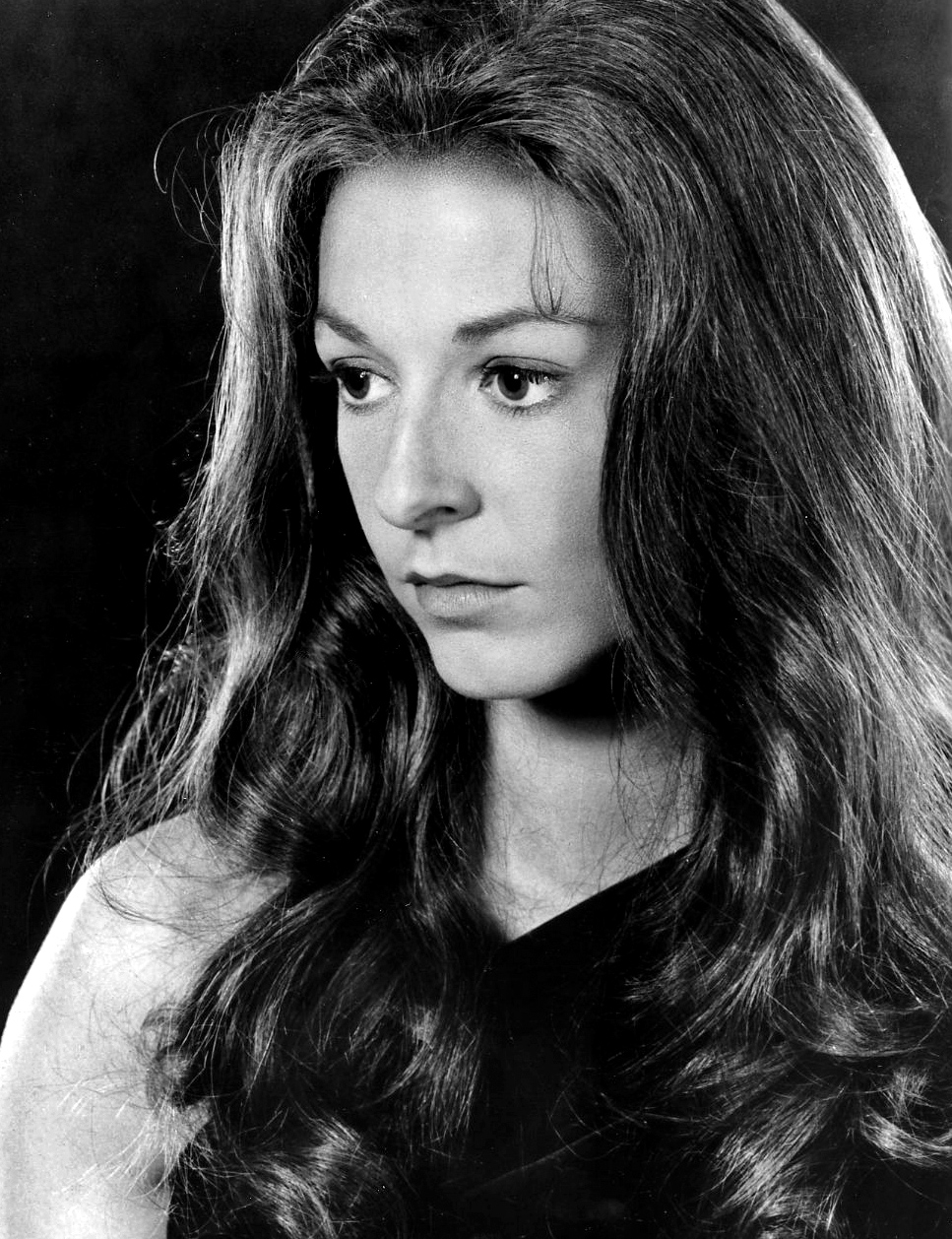
جين كويغلي في الستينيات

التقت ألكسندر بزوجها الأول، روبرت ألكسندر، في أوائل ستينيات القرن العشرين في مدينة نيويورك، حيث زاول كلاهما مهنة التمثيل. أنجبا ابنًا واحدًا، جيس ألكسندر، في عام 1964، وتطلق الزوجان بعد مرور عقد من الزمن على زواجهما. زاولت ألكسندر مهنة التمثيل بانتظام في مختلف المسارح الإقليمية عندما التقت المنتج المخرج إدوين شيرين في واشنطن العاصمة، حيث كان يعمل مديرًا فنيًا في مسرح الأرينا. لعبت ألكسندر دور البطولة في الإنتاج المسرحي الأصلي لمسرحية  ذا غريت وايت هوبّ من إخراج شيرين في مسرح الأرينا قبل العرض الأول للمسرحية في برودواي. أصبح الاثنان صديقين حميمين، وعندما انفصلا عن أزواجهما، انخرطا في علاقة رومنسية، وتزوجا في عام 1975. كان بينهما أربعة أطفال، ابن ألكسندر، جيس، وثلاثة أبناء لشيرين، توني وجيفري وجون. توفي إدوين شيرين عن عمر يناهز 87 عامًا، في 4 مايو 2017.

## وصلات خارجية
- جين كويغلي على موقع IMDb (الإنجليزية)
- جين كويغلي على موقع الموسوعة البريطانية (الإنجليزية)
- جين كويغلي على موقع روتن توميتوز (الإنجليزية)
- جين كويغلي على موقع ألو سيني (الفرنسية)
- جين كويغلي على موقع تيرنر كلاسيك موفيز (الإنجليزية)
- جين كويغلي على موقع أول موفي (الإنجليزية)
- جين كويغلي على موقع قاعدة بيانات برودواي على الإنترنت (الإنجليزية)
- جين كويغلي على موقع قاعدة بيانات الأفلام السويدية (السويدية)
- جين كويغلي على موقع إن إن دي بي (الإنجليزية)
- جين كويغلي على موقع قاعدة بيانات الفيلم (الإنجليزية)